# عبد الله بن عيسى آل عفرار
عبد الله بن عيسى بن علي آل عفرار، عضو هيئة رئاسة  المجلس الانتقالي الجنوبي، والرئيس حاليا للمجلس العام لأبناء محافظتي المهرة وسقطرى